# Anaprof 2000-01

La ANAPROF 2000-01 fue la temporada del torneo de la Asociación Nacional Pro Fútbol, donde se coronó campeón el Panamá Viejo Fútbol Club.

## Equipos participantes de la ANAPROF 2000-01
| Equipo            |
| ----------------- |
| Alianza FC        |
| Atlético Nacional |
| AFC Euro Kickers  |
| Chiriqui FC       |
| CD Árabe Unido    |
| CD Plaza Amador   |
| Panamá Viejo FC   |
| San Francisco FC  |
| Sporting 89       |
| Tauro FC          |

## Estadísticas generales
- Campeón: Panamá Viejo FC.
- Subcampeón: Tauro FC.
- Campeón Goleador:  Luis Parra/ Tauro FC, 
  Alberto Cerezo/ CD Árabe Unido 16 goles.

| ANAPROF 2000-01:            |
| --------------------------- |
| Panamá Viejo FC 1.er Título |